# Велень (материал)
Веле́нь (фр. vélin, лат. vellum) — материал для письма или книгопечатания из шкур млекопитающих. Название происходит от фр. vélin, что означает «телячья кожа». Процесс производства веленя полностью совпадает с производством пергамента. Основное отличие веленя от пергамента — это используемые в производстве материалы и качество выделки.

## Особенности терминологии

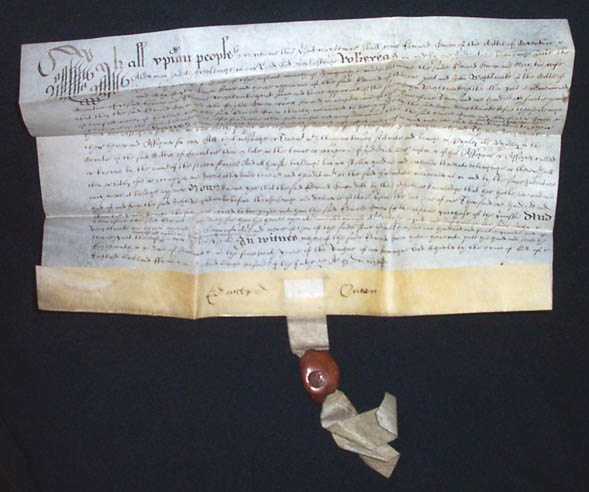
Акт на велене с печатью от 1638 года

Часто бывает сложно разграничить термины «велень» и «пергамент». В Европе с римских времён термином vellum обозначали высококачественную кожу, независимо от того, из шкуры какого животного она была выделана. Французские источники склонны относить к vélin лишь телячью кожу, хотя британские источники к «пергаменту» относят расслоенную, а к vellum — нерасслоенную кожу различных млекопитающих. Поэтому, хотя современный термин происходит от французского слова vélin — «телячья кожа», правомерно относить этот термин и к коже других животных.
Наиболее высококачественный велень производится из шкур новорождённых или нерождённых животных и определяется термином uterine vellum или «утробный веле́нь». Иногда этот термин употребим и в отношении шкур молодых животных очень высокого качества выделки.

## Изготовление
Процесс изготовления веллума представляет собой особую, сыромятную, выделку кожи молодых, новорождённых или нерождённых животных. Снятые шкуры разделывают и промывают. Затем с них счищают жир и волосы и вымачивают несколько дней в известковом растворе. После кожи промывают и натягивают на деревянные рамы и мездрят, затем шлифуют пемзой. На последнем этапе в полученную заготовку втирают меловой порошок, впитывающий оставшийся жир и отбеливающий кожу. Также с целью отбеливания втирается мука, белки или молоко. Для придания веллуму иного цвета используют другие ингредиенты, например, шафран.

## Использование
Велень (веллум) может быть разных цветов и оттенков, однако это применяется редко, так как значительная ценность веленя в его мягкой текстуре и простоте. Велень значительно более стойкий материал по сравнению с бумагой, поэтому важные документы, такие как дипломы и акты, часто печатают на велене.

### В истории
Большинство важных средневековых манускриптов — как утраченных, так и сохранившихся — были написаны на велене. Также на велене писались Гандхарские буддийские тексты и Тора. Около 45 из 180 экземпляров Библий Гутенберга 1455 года отпечатаны на велене.
В искусстве велень использовался для картин, особенно если их следовало отправлять далеко. В начале XVI века, с появлением холста, велень потерял свою значимость в живописи, хотя продолжал использоваться для рисунков, акварелей и гравюр.
В XVI—XVII веках велень часто использовали для простых требников без орнамента в мягком переплете, иногда с золочением. Позже велень стали использовать для покрытия обложек книг в твёрдом переплёте.

### В современности
Британский и ирландский парламенты до сих пор издают свои акты на велене, но с апреля 2016 британский парламент собирается отказаться от этой практики. Отказ от веленя, по словам представителя Палаты лордов, позволит сэкономить £80 000 ежегодно.
Настоящий велень используется для издания Торы, коллекционных и памятных книг, а также каллиграфических документов. Велень используется для музыкальных инструментов, таких как банджо.
Из-за низкого спроса и сложности технологического процесса велень сегодня дорог и его сложно найти. Заменитель веленя изготавливается на основе хлопка и носит название веленевой бумаги. Веленевая бумага значительно дешевле и доступнее веленя. Производители часто используют термин vellum лишь в значении «высококачественный», хотя продукт может и не являться веленем.

## Хранение
Велень обычно хранят в помещении со стабильной атмосферой при относительной влажности 30 % ± 5 %. При относительной влажности менее 11 % велень становится хрупким и подвержен механическим повреждениям, а при относительной влажности более 40 % он подвержен заражению плесенью и грибком. Оптимальная температура хранения — 20 °C ± 1,5 °C (67 °F ± 3 °F).